# Hipparchia nigerrima
Hipparchia nigerrima är en fjärilsart som beskrevs av Ruggero Verity 1916. Hipparchia nigerrima ingår i släktet Hipparchia och familjen praktfjärilar. Inga underarter finns listade i Catalogue of Life.